# Arroio do Sal
Pour les articles homonymes, voir Arroio.
Arroio do Sal est une ville brésilienne de la mésorégion métropolitaine de Porto Alegre, capitale de l'État du Rio Grande do Sul, faisant partie de la microrégion d'Osório et située à 161 km au nord-est de Porto Alegre. Elle se situe à une latitude de 29° 57′ 05″ sud et à une longitude de 49° 53′ 22″ ouest, à 6 m d'altitude. Sa population était estimée à 11 478 en 2007, pour une superficie de 121 km2. L'accès s'y fait par la RS-389.
Il y a environ 1 500 ans, les Amérindiens venaient dans le lieu de l'actuelle Arroio do Sal pour pêcher et chasser.
En 1940, pendant la Seconde Guerre mondiale, la population de pêcheurs du lieu manquait de sel et faisait bouillir l'eau de mer pour en extraire, afin de conserver ses poissons. Ceci se faisait sur les berges d'un arroio (petite rivière) d'eau fraîche qui traversait les dunes de sable et de jolis massifs boisés qui servaient d'abris pour les campements. C'est l'origine du nom (Arroio do sal = "cours d'eau du sel"). À partir de 1944, commencèrent à se fixer des familles dans de petites cabanes de bois, initiant le développement de cette commune située entre l'Océan Atlantique et la Serra do Mar.

## Villes voisines
- Dom Pedro de Alcântara
- Torres
- Terra de Areia
- Três Cachoeiras